# Гемісгофен
Гемісгофен (нім. Hemishofen) — громада  в Швейцарії в кантоні Шаффгаузен, округ Штайн.

## Географія
Громада розташована на відстані близько 135 км на північний схід від Берна, 15 км на схід від Шаффгаузена.
Гемісгофен має площу 7,9 км², з яких на 5,6% дозволяється будівництво (житлове та будівництво доріг), 35,4% використовуються в сільськогосподарських цілях, 55,4% зайнято лісами, 3,7% не є продуктивними (річки, льодовики або гори).

## Демографія
2019 року в громаді мешкало 474 особи (+14,5% порівняно з 2010 роком), іноземців було 19,4%. Густота населення становила 60 осіб/км².
За віковим діапазоном населення розподілялося таким чином: 15,8% — особи молодші 20 років, 64,8% — особи у віці 20—64 років, 19,4% — особи у віці 65 років та старші. Було 208 помешкань (у середньому 2,3 особи в помешканні).
Із загальної кількості 113 працюючих 46 було зайнятих в первинному секторі, 12 — в обробній промисловості, 55 — в галузі послуг.